# Active Worlds
Active Worlds —  виртуальный онлайн-мир, разработанный  компанией ActiveWorlds Inc., базирующейся в Ньюберипорте, штат Массачусетс;  запущен 28 июня 1995 года. Пользователи присваивают себе имя, входят во вселенную Active Worlds и исследуют виртуальные 3D-миры и среды, созданные другими участниками. ActiveWorlds позволяет пользователям владеть мирами и вселенными, а также разрабатывать собственный 3D-контент.

## История
Летом 1994 года Рон Бритвич создал среду WebWorld — первый интерактивный 2,5D-мир, доступный для модификации пользователями. WebWorld работал на серверах Peregrine Systems Inc.  до тех пока Бритвич не перешел в компанию  Knowledge Adventure Worlds (KAW). В феврале 1995 года KAW выделила свое подразделение 3D Web в компанию Worlds Inc. . Позднее к Бритвичу присоединились несколько других разработчиков, и переименованный AlphaWorld продолжал развиваться как проект skunkworks в Worlds Inc. 
28 июня 1995 года AlphaWorld был переименован в Active Worlds (от Active Worlds Explorer) и официально запущен как версия 1.0. Примерно в это же время была создана Circle of Fire (CoF) для создания контента для вселенной Active Worlds. Эта компания сыграла ключевую роль в будущем продукта. В январе 1997 года Worlds Inc., не сумев заключить необходимые контракты и потратив свои венчурные инвестиции в размере более 15 миллионов долларов, уволила почти весь персонал, оставив лишь нескольких сотрудников, среди которых был автор Гаммы, ныне известный как WorldsPlayer.    
21 января 1999 г. COF провела обратное слияние с Vanguard Enterprises, Inc., изменила название компании на Activeworlds.com, Inc. и стала публичной компанией на Nasdaq под символом AWLD. В 2001 году компания запустила новый продукт под названием 3D Homepages. Каждая учетная запись  получила право на бесплатную 30-дневную пробную версию виртуального трехмерного мира площадью 10 000 квадратных метров, используя свой выбор макета из набора предварительно разработанных стилей. После пробной версии у пользователя была возможность перейти на более крупный размер и лимит пользователей. 16 июня 2008 г.  Active Worlds, Inc. выпустила первое за два года крупное обновление браузера — версию 4.2  24 июня 2009 г.  вышла бета-версия 5.0; 7 июня 2012 г. была выпущена версия 6.0. . В 2013 году была отменена плата за регистрацию в системе.